# 飯田センゲキシネマズ
飯田センゲキシネマズ（いいだセンゲキシネマズ）は、長野県飯田市にある映画館。シネマ1、シネマ2、シネマ3、シネマアウルの4スクリーンを有する。
1951年（昭和26年）3月5日に中央劇場として開館し、飯田東映中劇、飯田中央劇場、飯田千劇、飯田千劇シアターなどを経て現在の名前となった。

## 歴史

### 飯田の劇場史
下伊那郡では江戸時代から人形芝居や地芝居が盛んだった。1899年（明治32年）には羽場坂の歌舞伎座のこけら落としに尾上菊五郎 (5代目)一派が、主税町の曙座の改築記念興行に大阪の市川左團次 (初代)が訪れており、どちらも連日満員の客入りだった。1915年（大正4年）には松井須磨子や島村抱月らの一行が飯田を訪れており、抱月は「糸の都、芝居の王国、飯田の皆さん」と挨拶している。
1921年（大正10年）には現在のセンゲキシネマズの場所に遊楽館という劇場が開館した。1927年（昭和2年）11月にはトーキー映画が飯田で初上映され、戦前の飯田市には帝国館や大松座など多くの映画館があった。遊楽館は1928年（昭和3年）5月11日に焼失したが、のちに再建されている。

### 映画黄金期

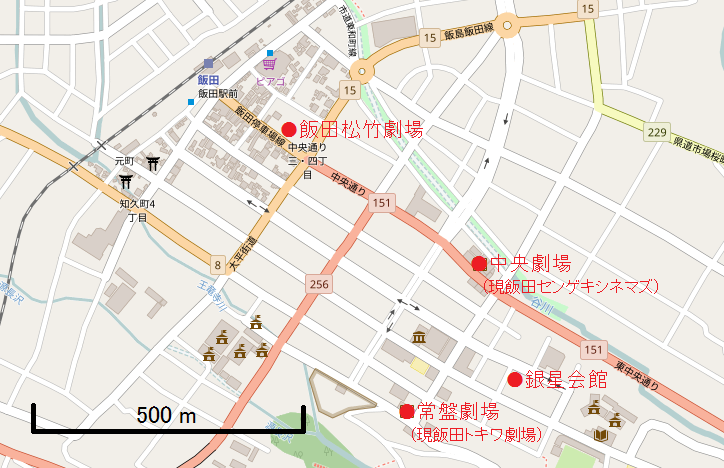
映画最盛期における飯田市の映画館

1947年（昭和22年）4月20日の飯田大火では遊楽館も含めて飯田市街地の大半が焼失した。1949年（昭和24年）7月12日には遊楽館の流れをくむ劇場として飯田劇場（のちの飯田会館）が開館し、1951年（昭和26年）3月5日には遊楽館の跡地に中央劇場が開館した。中央劇場には大衆食堂「中劇食堂」が併設されており、中劇食堂の入口や内部には映画作品や俳優のポスターが飾られていた。
1948年（昭和23年）12月12日には常盤劇場が再建され、1949年（昭和24年）10月には主税町に洋画専門館の銀星会館が開館していた。1958年（昭和33年）9月3日には飯田松竹劇場（後の飯田日活劇場）も開館しており、戦後から昭和30年代にかけて、映画は飯田市民の庶民的な娯楽として人気を集めた。1958年には映画月刊誌『飯田 映画ノート』が創刊されており、飯田市内の映画館の上映作品や詳しい解説などを掲載した。
| 伊那地方の映画館（1960年） | 伊那地方の映画館（1960年） | 伊那地方の映画館（1960年） | 伊那地方の映画館（1960年） |
| -------------------------- | -------------------------- | -------------------------- | -------------------------- |
| 上伊那 地域                | 伊那旭座（伊那市）         | 飯伊 地域                  | 常盤劇場（飯田市）         |
| 上伊那 地域                | 伊那電気館（伊那市）       | 飯伊 地域                  | 銀星会館（飯田市）         |
| 上伊那 地域                | 伊那中央劇場（伊那市）     | 飯伊 地域                  | 飯田東映中劇（飯田市）     |
| 上伊那 地域                | アカホ映画劇場（駒ヶ根市） | 飯伊 地域                  | 飯田松竹劇場（飯田市）     |
| 上伊那 地域                | 赤穂キネマ（駒ヶ根市）     | 飯伊 地域                  | 松川文化会館（松川町）     |
| 上伊那 地域                | 赤穂銀映（駒ヶ根市）       | 飯伊 地域                  | 阿島文化会館（喬木村）     |
| 上伊那 地域                | 辰野劇場（辰野町）         | 飯伊 地域                  | 満島劇場（平岡町）         |
| 上伊那 地域                | 松島映画劇場（中箕輪町）   | 飯伊 地域                  | 森盛会館（根羽村）         |
| 上伊那 地域                | 高遠文化会館（高遠町）     | 飯伊 地域                  |                            |

1953年（昭和28年）版の『全国映画館総覧』によると、同時期の長野県には80館の映画館があり、飯田市には中央劇場、常盤劇場、銀星会館の3館があった。同時期の上伊那郡には5館の映画館があり、伊那地方全体では8館があった。日本の映画館数がピークに達した1960年（昭和35年）版の『全国映画館録』によると、同時期の伊那地方には17館の映画館があり、飯田市には飯田東映中劇、常盤劇場、銀星会館、飯田松竹劇場の4館があった。
1980年（昭和55年）の『映画館名簿』によると、同時期の長野県には51館の映画館があり、飯田市には飯田中央劇場・飯田名画座、飯田常盤劇場1号館・飯田常盤劇場2号館の2施設4館があった。中劇総合ビルの1階には270席の飯田中央劇場が、2階には144席の飯田名画座があり、飯田中央劇場では松竹・東映・日活作品を、飯田名画座では洋画を上映していた。

### 近年のあゆみ

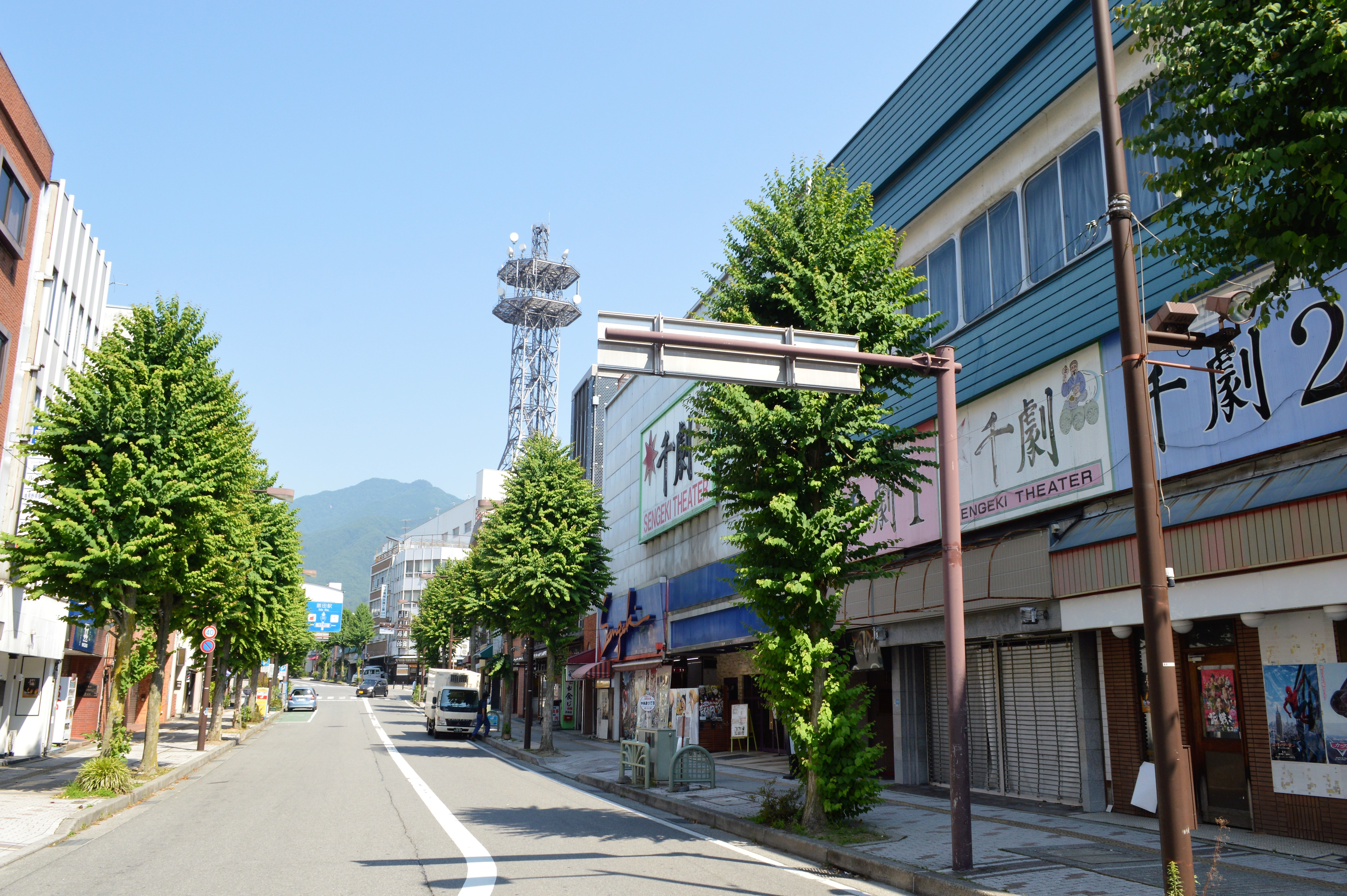
中央通りとセンゲキシネマズ

飯田中央劇場・飯田名画座は、1990年代初頭に飯田千劇1・2に改称した。1994年には飯田千劇1・2から飯田千劇シアター1・2に改称している。1999年（平成11年）5月1日には、2階のカラオケ店跡地を利用して60席のシアター3がオープン。縦2m×横4mのスクリーン。初作品は『恋に落ちたシェイクスピア』。234席のシアター1、167席のシアター2に次いで3スクリーン目。
2001年（平成13年）から飯田市で活動する市民団体「イイダウェーブ」は、2003年（平成15年）からセンゲキシネマズで定期的に映画鑑賞会を開催している。年会費は3000円、1か月に1作品を上映し、2011年度は『道』（1954年・イタリア）、『勝手にしやがれ』（1959年・フランス）、『ファニーとアレクサンデル』（1982年・スウェーデン）『めし』（1951年・成瀬巳喜男監督）、『おかあさん』（1952年・成瀬巳喜男監督）、などを上映した。
2007年（平成19年）1月2日・3日、飯田商工会議所と飯田市商店街連合会は、バスで飯田市中心市街地を訪れた人に500円分の映画館入場料割引券を配布する取り組みを行った。中心市街地の賑わい復活を目的としており、割引券は飯田トキワ劇場と飯田センゲキシネマズで使用できる。2006年（平成18年）秋から2007年初夏まで、伊那谷では同地の農村歌舞伎をテーマとする『Beauty うつくしいもの』（後藤俊夫監督）のロケが行われた。2008年（平成20年）5月10日からは同作品が飯田センゲキシネマズと長野ロキシーで全国初上映された。2008年11月19日には若松孝二監督作『実録・連合赤軍 あさま山荘への道程』の先行上映会があり、同時に若松の講演会も行った。地元の長野県で上映したいという若松の要望から実現した上映会・講演会であり、22日からは3週間に渡って通常の上映が行われた。
下伊那郡大鹿村を舞台とする阪本順治監督作『大鹿村騒動記』は、2011年（平成23年）7月16日から2012年（平成24年）5月6日まで約10か月間に渡って上映され、これは本作品において日本一のロングラン上映であった。最終日にも大鹿村の柳島貞康村長を含む40人が訪れ、上映終了後には拍手が起こった。2012年2月時点で、『大鹿村騒動記』の館別観客数ではシネコンの丸の内TOEI（東京都中央区）に次いで全国第2位であり、シネコンのなんばパークスシネマ（大阪市）をも上回る人気だった。大鹿村の名を広めた功績を称えられて大鹿村から感謝状を贈られている。
2014年（平成26年）11月29日、『ふしぎな岬の物語』の成島出監督、飯田出身の長沼六男（撮影監督）、飯田育ちの安川午朗（音楽）が舞台挨拶を行い、主演の吉永小百合のビデオメッセージが投影された。下伊那郡阿智村で撮影された『望郷の鐘』は、同年12月6日の公開開始から2015年（平成27年）4月中旬まで上映され、日本一のロングランとなった。また2017年（平成29年）7月2日には、『八重子のハミング』の佐々部清監督、同作出演の女優・月影瞳（上田市出身）が舞台挨拶で来館している。
諏訪市などで撮影された『瞬間の流レ星』（菅原達郎監督） は、センゲキで2018年（平成30年）3月4日にプレミアム上映会が、同年6月29日からロードショー上映が行われた。プレミア上映会では出演した増田有華、生田佳那（安曇野市出身）、高山猛久（諏訪市出身）らが、ロードショー上映初日には出演した勇翔（BOYS AND MENメンバー）、主題歌を手掛けた飯田出身のシンガーソングライター・タテタカコらが舞台挨拶を行っている。
2020年（令和2年）は春先から拡大した新型コロナウイルス感染症の影響で、トキワ劇場と共に4月17日から5月14日まで1か月の間、臨時休業を余儀なくされた。

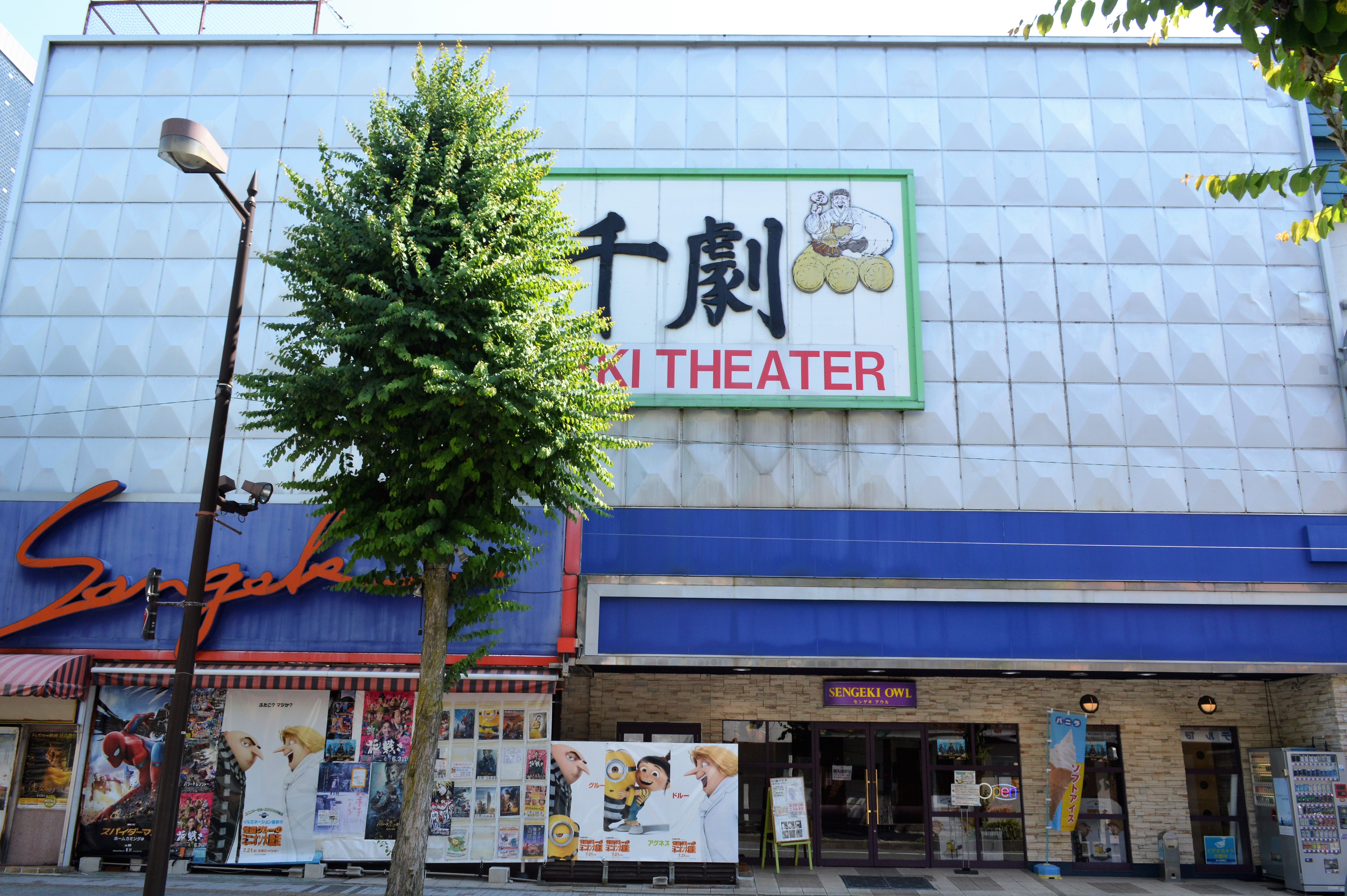
西側部分のファサード
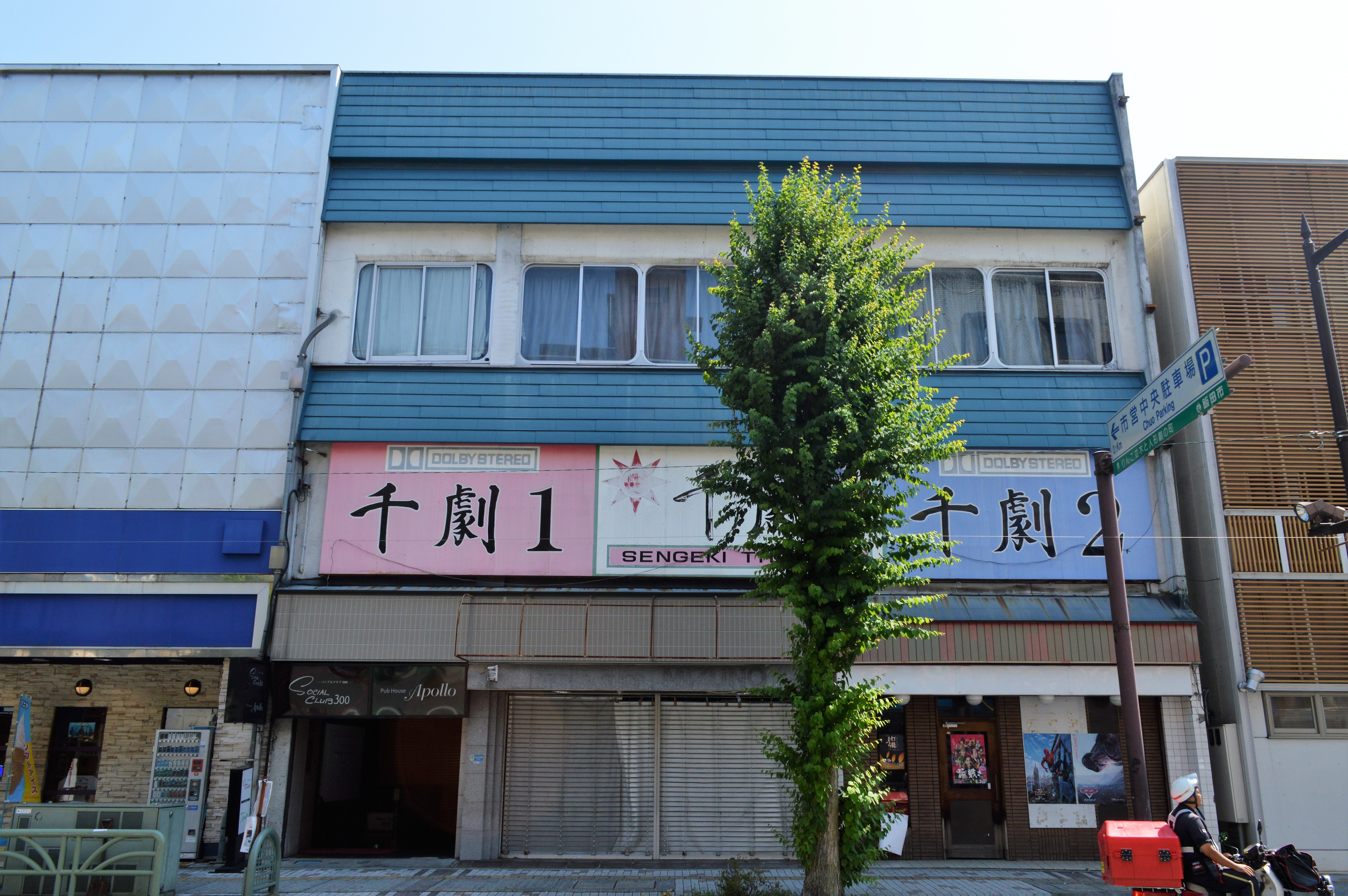
東側部分のファサード

## スクリーン
| スクリーン   | 座席数 | 座席数              | 設備 | 設備              |
| スクリーン   | 一般席 | ハンディ キャップ席 |      |                   |
| ------------ | ------ | ------------------- | ---- | ----------------- |
| シネマ1      | 217席  | -                   | SRD  | SRD-EX            |
| シネマ2      | 115席  | -                   | SRD  | -                 |
| シネマ3      | 60席   | -                   | SRD  | -                 |
| シネマアウル | 85席   | 2席                 | SRD  | SRD-EX 3D上映対応 |